# Der Fan (1982)
Der Fan ist ein deutscher Film aus dem Jahr 1982. Regie bei dem Horrorfilm führte Eckhart Schmidt, der auch das Drehbuch schrieb. Die Hauptrollen spielten Désirée Nosbusch und Bodo Staiger, der als Sänger der Musikgruppe Rheingold auch die Filmmusik beisteuerte.

## Handlung
Die 16- oder 17-jährige Schülerin Simone schwärmt für einen Star der Neuen Deutschen Welle, der sich mit Künstlernamen „R“ nennt. Obwohl er ihre glühenden Liebesbriefe bisher nicht beantwortet hat, steigert sie sich in den Wahn hinein, R müsse auch sie lieben und warte nur darauf, dass sie zu ihm kommt. Sie schwänzt die Schule und gibt sich in Tagträumen der imaginären Liebesbeziehung mit ihrem Idol hin. Nach einem Streit mit ihren Eltern wegen ihrer Schulprobleme reißt Simone aus und begibt sich per Anhalter nach München, wo R bei einer Fernsehaufzeichnung auftreten soll. Ein älterer Autofahrer mit Hund nimmt sie mit. Als er sie auf einem Rastplatz sexuell belästigt, gelingt es ihr zu fliehen.
Simone steht vor dem Fernsehstudio in München ihrem Schwarm erstmals Auge in Auge gegenüber und fällt in Ohnmacht. Dadurch zieht sie tatsächlich Rs Aufmerksamkeit auf sich, der sich um sie kümmert und sie zur Probe und zur von Christian Simon moderierten Fernsehsendung einlädt. In ihrer Verblendung bemerkt sie nicht, wie herablassend und machohaft der Star mit seinem Management-Team umgeht. Den Vorwurf seiner Sekretärin, dass er schon wieder ein junges Mädchen aufgegabelt habe, hört Simone nicht. Nach der Aufzeichnung fährt R mit Simone in die Wohnung von Freunden, die für längere Zeit verreist sind, und schläft dort mit ihr.
Nach dem Sex ist R freundlich zu Simone und bietet ihr an, im Haus zu verbleiben, so lange sie möchte; er gibt ihr sogar den Hausschlüssel. Als er ihr aber mitteilt, ohne sie in einen längeren Urlaub zu fahren, verliert sie die Nerven und schlägt ihm von hinten eine Skulptur an den Kopf. R ist sofort tot. Simone zerstückelt die Leiche mit einem elektrischen Küchenmesser, leckt das Blut vom Messer ab und friert die Teile im Tiefkühlschrank ein. Nach und nach kocht und verspeist sie den Leichnam. Anschließend rasiert sie sich eine Glatze und mahlt die übrig gebliebenen Knochen in einer Kaffeemühle zu Pulver. Dann verlässt sie die Wohnung und verstreut das Knochenmehl an dem Platz, an dem sie sich begegnet sind.
Simone kehrt zu ihren Eltern zurück, ohne ein Wort über ihren Verbleib zu sagen. Im Fernsehen sieht sie eine Meldung über das plötzliche und unerklärliche Verschwinden von R. In der letzten Einstellung des Films erfährt der Zuschauer, dass Simone von R schwanger ist. Das in ihrem Leib heranwachsende Kind betrachtet sie als Reinkarnation von R. In ihr Tagebuch schreibt sie: „Ich werde dich zur Welt bringen. Wir werden glücklich sein. Ich weiß, dass du mich liebst, und auch ich: Ich liebe dich!“ Darauf hört man ein Läuten an der Tür. Es bleibt offen, ob die Polizei Simone auf die Spur gekommen ist.

## Kritik
In seinem Erscheinungsjahr erhielt der Film überwiegend negative Rezensionen. Für den Spiegel war Der Fan im Juni 1982 ein „manierierte[r] Film“, in dem Désirée Nosbusch „mit gefrorener Mimik“ agiere. Bodo Staiger spiele „einen bleichen New-Wave-Musikanten, der singt und aussieht wie Frankenstein.“
Am 7. Juni 1982 schrieb Karsten Visarius in der Frankfurter Rundschau: „Sexuelle Hingabe, Mord, Zerstückelung und Verzehr der Leiche: das sind die Steigerungsstufen, nach denen Schmidt das wahnhaft-regressive Abhängigkeitsverhältnis zwischen dem Fan und seinem Idol anordnet, eine Deutung nach dem Muster oraler Aggression. Von dem fragwürdigen Schockeffekt […] abgesehen, bleibt Der Fan jegliche filmische Gestaltung jenes soziologisch und psychologisch gewiß aufklärungsbedürftigen Phänomens der Jugendkultur schuldig.“
Das Lexikon des internationalen Films bezeichnete den Film als „bizarre Geschichte einer Zwangsvorstellung, die weder das Verhalten des Mädchens noch die gesellschaftskritischen Ansätze glaubhaft entwickelt und die zudem noch unter inszenatorischen Unzulänglichkeiten leidet […]“
In seiner Retrospektive zum Thema Die Neue Deutsche Welle und das Kino kam das Deutsche Historische Museum im Jahr 2010 zum Fazit: „Während sich der Skandal nach der Premiere vor allem um einige Nacktszenen drehte, lag das wirklich verstörende Moment doch darin, dass der Regisseur Eckhart Schmidt das Mädchen Simone mit Désirée Nosbusch besetzt hatte. Denn Nosbusch war als saubere Moderatorin der Musicbox im ZDF selbst ein Teenie-Idol.“

## Hintergrund
Die Dreharbeiten fanden im Sommer 1981 in Unterföhring, München und Ulm statt. Der Arbeitstitel lautete Trance. Die Premiere war am 4. Juni 1982 in Stuttgart.
Cameo-Auftritte hatten Joachim Fuchsberger (der in einer fiktiven Folge seiner Fernsehshow Auf Los geht’s los den Sänger „R“ anmoderiert), Thomas Fuchsberger (als Autogramme gebender Popstar) und Christian Simon (als Moderator der fiktiven Fernsehsendung Top Pop in Anlehnung an seine tatsächliche Sendung Rockpop).
Vor der Premiere klagte Désirée Nosbusch, die zum Zeitpunkt der Dreharbeiten noch nicht volljährig war, ohne Erfolg gerichtlich gegen die Veröffentlichung des Films in der vom Regisseur festgelegten Endfassung. In einem Interview mit dem Tagesspiegel sagte sie 2003, man habe die ihr vor dem Dreh gemachte Zusage, die minutenlangen Sex- und Nacktszenen zu schneiden, ohne Rücksprache nicht eingehalten.
Im Jahr der Veröffentlichung erschien ein Buch zum Film, das 38 Szenenfotos enthält.
Der Film war vom 22. Januar 1983 bis zum 31. Mai 2003 indiziert.

## Bild- und Tonträger
- Der Fan. Oracle Home Entertainment 1982 (VHS-Kassette)
- Rheingold: R. Die Musik zum Film „Der Fan“. EMI-Electrola, Köln 1982 (LP), 1993 (CD), 2005 (CD)
- Der Fan. Starlight Film 2007 (DVD)
- Der Fan. Marketing Film 2001 (DVD)
- Der Fan. CMV 2014 (Blu-ray)
- The Fan. Mondo Macabro 2015 (DVD und Blu-ray)